# 5459 Saraburger
5459 Saraburger (1981 QP3) là một tiểu hành tinh vành đai chính được phát hiện ngày 26 tháng 8 năm 1981 bởi H. Debehogne ở La Silla.